# P-Course
Il P-Course (P per Production) è un corso tecnico pratico sulle tecniche di Industrial Engineering finalizzato all'apprendimento del miglioramento (改善?, kaizen) delle attività operative. Pur se orientato anzitutto ad applicazioni in ambito industriale, esso si presta all'insegnamento di concetti validi in ambiti operativi non manifatturieri (terziario e servizi, funzioni indirette,…). In Italia il marchio registrato del Pcourse è di proprietà di JMAC Europe.

## Storia
Questo corso nacque in Giappone per essere erogato ai tecnici di produzione, affinché contribuissero al meglio alla rinascita dell'industria manifatturiera nel dopoguerra.
Per la ripresa di una economia devastata dal conflitto mondiale, occorreva ricostruire le fondamenta del sistema industriale nipponico, le cui radici erano ancora vive, ma cui serviva dare nuova linfa. Nel maggio del 1946 (anno 22 dell'era Shōwa) la Japan Management Association (JMA) decise di dare inizio ad un corso specificamente concepito per sviluppare le competenze dei tecnici di produzione, che chiamò P-Course.
Il corso era strutturato come un "ritiro". Si teneva di volta in volta presso un'azienda che si prestava ad ospitare le lezioni nei propri reparti. Prevedeva sessioni di lavoro intensive, fino a tarda sera, e durava un mese.
Tale formula ricalcava a sua volta quella di un corso pratico approfondito di studi sulle attività operative della durata di 2-3 mesi, condotto dalla Nihon Kōgyō Kyōkai (日本工業協会? Associazione Industrie Giapponesi), ente preesistente a JMA. Il P-Course poteva dunque dirsi una versione "ridotta" dell'originale proposto da questo ente.
Mantenendo per quanto possibile il valore del corso originario e dei risultati degli studi condotti prima della guerra, la prima e la seconda edizione del P-Course TM (Production Course) vennero condotte presso la Kōsoku Kikan Kōgyō (高速機関工業? High Speed Engine Ind.) di Shinagawa, mentre la terza edizione si svolse alla Hitachi Kōki (日立工機?) di Katsuta, nei dintorni della città di Mito, Ibaraki.
Le prime due edizioni vennero affidate alla docenza di Tsuneo Ōno, mentre dalla terza edizione in poi la responsabilità della conduzione venne attribuita a Shigeo Shingō, che istruì varie edizioni del corso con un'impronta personale che restò ineguagliata, puntando soprattutto sul concetto di "motion mind". Fino al 1956 si contarono in tutto 19 edizioni, che consentirono di formare 410 partecipanti.
Il corso nacque in pratica nell'ambito dell'impegno de JMA e del governo giapponese di fornire alle aziende più promettenti i giusti strumenti di conoscenza operativa per trarre dalle risorse di un Paese appena riemerso dalla riorganizzazione post-bellica il massimo del valore con il minimo investimento di risorse. In questo senso stava allora operando un'azienda automobilistica (Toyota Motor Company) che sarebbe presto divenuta indiscusso riferimento di eccellenza nella gestione della produzione. In gran parte creato per merito dell'opera di Taiichi Ōno — un giovane ingegnere meccanico presto divenuto vice presidente di Toyota — il Toyota Production System (TPS) è il metodo di organizzazione della produzione messo a punto negli anni cinquanta presso l'omonimo costruttore di autoveicoli con l'obiettivo di incrementare drasticamente l'efficienza dell'azienda.
Il TPS, basandosi sui principi dell'Industrial Engineering, introduceva un elemento fortemente innovativo, che ribaltava completamente la filosofia  del lavoro sostenendo che: 
«Se si vuole conseguire il successo a lungo termine, non è possibile separare lo sviluppo delle persone da quello del sistema di produzione».
Il P-CourseTM delle prime edizioni consisteva di sessioni di formazione rivolte a gruppi di una ventina di persone, inizialmente composti per metà da persone di Toyota Motor e per metà di aziende del gruppo Toyota, tra cui – ad esempio – Denso.
Taichi Ōno adottò questi moduli per la formazione in Toyota. Nel 1955 venivano svolti per il personale dello stabilimento di Koromo – l'unico allora esistente. I contenuti del corso erano sostanzialmente gli elementi primari di Industrial Engineering.
Shingō continuò a lavorare come docente del corso dal 1947 al 1955, per un totale di circa 80 corsi e di 3.000 partecipanti, e dal ‘56 al ‘58 Shingo tenne un corso al mese presso Toyota. Per l'erogazione del corso Shingō si avvalse della collaborazione di Akira Kōdate, oggi Principal Consultant e Technical Advisor di JMA Consultants Inc. (Tokyo) e JMAC Europe a Milano.
Una delle caratteristiche fondamentali del corso è stata fin dagli esordi l'utilizzo di una metodologia formativa basata sull'”imparare migliorando”, usando i reparti di produzione come aula e i problemi produttivi come materiale di formazione. Si trattava all'epoca di un corso di un mese, dove ad 1/3 di parte teorica venivano affiancati 2/3 di applicazione pratica dei concetti visti in aula.
Oggi corsi analoghi vengono erogati con i medesimi presupposti, in tempi più contenuti, ad aule più ampie, e con una focalizzazione maggiore al miglioramento continuo.
Il P-Course si caratterizza per essere in grado di formare  rapidamente le persone, sviluppando la capacità di “vedere” lo spreco (無駄?, muda) ed indirizzarsi al miglioramento in maniera autonoma.
Ciò avviene perseguendo in particolare due obiettivi principali:
- trasmettere tecniche di analisi e di miglioramento produttivo attraverso brevi sessioni teoriche, focalizzandosi sui metodi di analisi dell'Industrial Engineering. Il fine è quello di sviluppare la capacità di formulare soluzioni reali alle cause origine dei problemi;
- insegnare a realizzare il ciclo del miglioramento mediante applicazione pratica e concreta sul luogo di lavoro (in giapponese genba).

L'alternanza fra sessioni teoriche e pratiche continua a costituire una delle caratteristiche distintive e di maggiore valore del corso.